# Фривиль-Эскарботен (кантон)
Фривиль-Эскарботен (фр. Friville-Escarbotin) — кантон во Франции, находится в регионе О-де-Франс, департамент Сомма. Входит в состав округа Абвиль.

## История
До 2015 года в состав кантона входили коммуны Бурсвиль, Валин, Водрикур, Вуэнкур, Ниба, Ошанкур, Тюлли, Фресенвиль, Фривиль-Эскарботен.
В результате реформы 2015 года   состав кантона был изменен. В него вошли упраздненный кантон Ольт и отдельные коммуны кантона Сен-Валери-сюр-Сомм.

## Состав кантона с 22 марта 2015 года
В состав кантона входят коммуны (население по данным Национального института статистики за 2018 г.):
- Альне (249 чел.)
- Бетанкур-сюр-Мер (958 чел.)
- Брютель (206 чел.)
- Бурсвиль (701 чел.)
- Валин (637 чел.)
- Водрикур (400 чел.)
- Вуаньярю (797 чел.)
- Вуэнкур (1 255 чел.)
- Изангреме (514 чел.)
- Кайё-сюр-Мер (2 462 чел.)
- Ланшер (922 чел.)
- Менелье (307 чел.)
- Мер-ле-Бен (2 738 чел.)
- Ниба (854 чел.)
- Ольт (1 431 чел.)
- Ошанкур (325 чел.)
- Панде (1 054 чел.)
- Сен-Блимон (878 чел.)
- Сен-Кантен-ла-Мот-Круа-о-Байи (1 287 чел.)
- Тюлли (541 чел.)
- Уст-Маре (626 чел.)
- Фресенвиль (2 191 чел.)
- Фривиль-Эскарботен (4 501 чел.)
- Фриокур (712 чел.)

## Политика
На президентских выборах 2022 г. жители кантона отдали в 1-м туре Марин Ле Пен 35,8 % голосов против 24,1 % у Эмманюэля Макрона и 15,8 % у Жана-Люка Меланшона; во 2-м туре в кантоне победила Ле Пен, получившая 57,8 % голосов. (2017 год. 1 тур: Марин Ле Пен – 32,3 %, Жан-Люк Меланшон – 21,7 %, Эмманюэль Макрон – 17,9 %, Франсуа Фийон – 14,6 %; 2 тур: Ле Пен – 52,2 %. 2012 год. 1 тур: Франсуа Олланд – 27,3 %, Марин Ле Пен – 24,6 %, Николя Саркози – 20,9 %; 2 тур: Олланд – 59,4 %).
С 2021 года кантон в Совете департамента Сомма представляют член совета коммуны Кайё-сюр-Мер Эмманюэль Нуаре (Emmanuel Noiret) и вице-мэр коммуны Мер-ле-Бен Моника Эврар (Monique Evrard) (оба – Разные правые). 
|                | Кандидаты                    | Партия                   | Первый тур | Первый тур     | Второй тур | Второй тур |
| Кол-во голосов | Кандидаты                    | Партия                   | % голосов  | Кол-во голосов | % голосов  |            |
| -------------- | ---------------------------- | ------------------------ | ---------- | -------------- | ---------- | ---------- |
|                | Эмманюэль Нуаре Моника Эврар | Разные правые            | 2 208      | 28,23          | 3 793      | 50,23      |
|                | Флоранс Ле Муань Арно Пети   | Разные левые             | 2 126      | 27,18          | 3 759      | 49,77      |
|                | Лидия Азар Жан-Поль Леконт   | Разные центристы         | 1 960      | 25,06          |            |            |
|                | Кристель Поллё Кристиан Пьян | Национальное объединение | 1 527      | 19,52          |            |            |

|                | Кандидаты                     | Партия             | Первый тур | Первый тур     | Второй тур | Второй тур |
| Кол-во голосов | Кандидаты                     | Партия             | % голосов  | Кол-во голосов | % голосов  |            |
| -------------- | ----------------------------- | ------------------ | ---------- | -------------- | ---------- | ---------- |
|                | Марилин Дюкрок Эмманюэль Маке | Правый блок        | 4 023      | 36,46          | 6 089      | 58,71      |
|                | Давид Мартен Натали Юар       | Национальный фронт | 3 923      | 35,56          | 4 283      | 41,29      |
|                | Рено Буланже Лилиан Редонне   | Разные левые       | 3 087      | 27,98          |            |            |

|  | Кандидат          | Партия                   | % голосов |
|  | ----------------- | ------------------------ | --------- |
|  | Давид Лефевр      | Демократическое движение | 53,41     |
|  | Тьерри Вансевенан | Коммунистическая партия  | 46,59     |

|  | Кандидат          | Партия                    | % голосов |
|  | ----------------- | ------------------------- | --------- |
|  | Тьерри Вансевенан | Коммунистическая партия   | 70,31     |
|  | Патрик Делетр     | Союз за народное движение | 29,69     |